# Santiago Baibiene
Santiago Baibiene (Goya, 1838 - Paso de los Libres, 1895) fue un militar y político argentino, gobernador de la provincia de Corrientes entre 1869 y 1871. Líder político liberal durante las últimas guerras civiles argentinas.

## Inicios políticos y militares
Tras cursar estudios secundarios en Corrientes y en el prestigioso Colegio Nacional de Concepción del Uruguay, se dedicó al comercio de textiles en su pueblo natal. Más tarde se radicó en la ciudad de Corrientes, donde extendió sus negocios comerciales y se dedicó al periodismo. Por esos años se enroló en el Partido Liberal, derivado del antiguo partido unitario.
En 1861 se alistó en el ejército provincial durante las convulsiones políticas que siguieron a la muerte del gobernador Juan Pujol y de la batalla de Pavón. Se destacó como jefe de partidas del partido liberal, en las luchas contra los federales — pronto llamados autonomistas — y, especialmente, contra el general Nicanor Cáceres.
Participó en la guerra del Paraguay, combatiendo en las batallas de Yatay, Tuyutí, y Paso Pucú; alcanzó el grado de teniente coronel. Interrumpió varias veces su participación en la guerra internacional para enfrentar a los federales en su provincia.
Fue uno de los jefes de la revolución de 1868, que derrocó al gobernador federal Evaristo López, y participó en las campañas contra la resistencia del general Cáceres. El partido liberal se dividió y ninguna de sus divisiones alcanzó la mayoría, con lo que el colegio electoral lo eligió vicegobernador, como segundo de José Miguel Guastavino. Las presiones del general Cáceres y su apoyo a la candidatura de Rufino de Elizalde, que resultó derrotado por Domingo Faustino Sarmiento debilitaron la posición política de Guastavino, que finalmente renunció.

## El gobierno de Corrientes
En octubre de 1869, Baibiene asumió el gobierno provincial, completando el período de gobierno de su antecesor. Hizo un gobierno netamente unitario, un gobierno de partido, impidiendo a los federales toda actividad política. De los dos bandos unitarios, apoyó al presidente Sarmiento contra el expresidente Bartolomé Mitre, pero no por eso se alió a lo autonomistas. Su provincia no vio avances significativos durante su gestión, principalmente por la crisis política y económica permanente en que vivía, como base de operaciones contra el Paraguay.
En 1870, al estallar la rebelión jordanista, Sarmiento movilizó casi todo el ejército nacional en contra del nuevo gobernador entrerriano Ricardo López Jordán, y nombró a Baibiene comandante del “Ejército de observación del norte”, con mando sobre las milicias provinciales y las unidades del ejército nacional acantonadas en Corrientes.
Tras algunas victorias y derrotas, López Jordán trasladó buena parte de su ejército al sur de Corrientes, donde tenía muchos simpatizantes. Llevando como segundo al teniente coronel Julio Argentino Roca, Baibiene le salió al encuentro en la batalla de Ñaembé, del 26 de enero de 1871, en que el caudillo cometió el error de enfrentarlo a campo abierto. La superior táctica de Roca le dio la completa victoria a Baibiene, y ambos fueron ascendidos al grado de coronel. López Jordán debió huir al Brasil, con lo que finalizaba la primera guerra jordanista.
Poco después se desató la epidemia de fiebre amarilla en Corrientes, que en unas semanas se cobró 2.500 muertos, y pronto llegaría a Buenos Aires.
Fundó el departamento Candelaria, con capital en Posadas; eso llamó la atención del gobierno nacional sobre Misiones, que poco después pasaría a formar un territorio nacional.
En diciembre de 1871 terminó el mandato de Baibiene, que hizo elegir por medios muy poco democráticos a un ignoto juez de la corte de justicia provincial, Agustín Pedro Justo, padre del futuro presidente de  su mismo nombre. Nadie quedó conforme con su elección, y los autonomistas armaron una revolución; los liberales no lo defendieron, excepto Baibiene, que venció en una primera batalla, con las pocas tropas que logró reunir. Pero poco después, ya sin el apoyo de Roca, fue vencido por el coronel Desiderio Sosa en la batalla de Tabaco, del 4 de marzo de 1872.
Huyó a Salto, en el Uruguay. Más tarde vivió un tiempo en Santa Fe, y pasó a Buenos Aires. Apoyó la revolución de 1874 y, aunque no participó en los combates, fue dado de baja del Ejército Argentino.

## Últimos años
En 1878 fue elegido senador nacional por su provincia, y apoyó al presidente Nicolás Avellaneda durante la crisis de la federalización de Buenos Aires, en 1880. Eso le valió la reincorporación al Ejército al final de su mandato, en 1886, por orden del presidente Roca. Fue destinado al norte de Santa Fe, pero pronto regresó a Buenos Aires, donde fue administrador de la Aduana, nombrado por el nuevo presidente Miguel Juárez Celman.
Tras la revolución del Parque, de 1890, pasó a ser jefe del regimiento de Guardias Nacionales de Corrientes, la última de las milicias provinciales argentinas. Ostentaba aún ese cargo cuando falleció, en diciembre de 1895, en Paso de los Libres.